# 1. B HVL 2010.
1. B ligu, drugi rang hrvatskog vaterpolo prvenstva za 2010. godinu je osvojio klub Salona iz Vranjica.

## Ljestvica
```
Rank 	Ekipa 	                     Ut.    Pob.   Neod.    Por.	golovi	      gr     bod.
1. 	Salona (Vranjic)	        16 	14 	0 	2 	206 - 124 	82 	42
2. 	Opatija	                        16 	13 	0 	3 	215 - 146 	69 	39
3. 	Galeb MR (Makarska)	        16 	12 	1 	3 	219 - 148 	71 	37
4. 	Biograd (Biograd na Moru)       16 	9 	1 	6 	151 - 145 	6 	28
5. 	Siscia (Sisak)	                16 	8 	1 	7 	189 - 186 	3 	25
6. 	Delfin	(Rovinj)                16 	6 	1 	9 	163 - 181 	-18 	19
7. 	Arsenal	(Pula)                  16 	4 	0 	12 	151 - 183 	-32 	12
8. 	Zadar 1952	                16 	2 	0 	14 	130 - 210 	-80 	6
9.	Zagreb	                        16 	2 	0 	14 	130 - 231 	-101 	6
```

## Poveznice
- Prvenstvo Hrvatske u vaterpolu 2009./10.
- 2. HVL 2010.
- 3. HVL 2010.